# 丹麦皇家陆军
丹麥皇家陸軍（丹麥語：Hæren）是丹麥國防軍的陸軍部隊。

## 概要
丹麥皇家陸軍在過去數年中進行結構及訓練方式的變革，主要為縮小陸軍及預備役部隊之規模，增加常備部隊。另一方面，改變其過去長久以來所設定的反入侵防禦作戰構想，轉而強化區域外作戰能力。

## 歷史
丹麥皇家陸軍成立於1614年，最初旨在防止外國與丹麥發生衝突，並維護丹麥的主權及國家利益。之後隨著時間的推移，除了這些目的之外，還增加了在尊重人權的情況下保護世界自由與和平。
丹麥皇家陸軍在丹麥歷史上一直是丹麥國防不可或缺的一部分，其參與過多次戰爭、小規模衝突以保護丹麥的國家利益。其中包括與瑞典、俄羅斯與普魯士的戰爭以及拿破崙戰爭、第二次世界大戰。到了近代，丹麥皇家陸軍成為丹麥參與國際間衝突的武裝力量，其參與在科索沃、伊拉克和阿富汗的戰鬥。

## 總部
丹麥皇家陸軍司令部位於丹麥維堡市鎮的卡魯普。

## 裝備
丹麥皇家陸軍主要有以下裝備： 
M60通用機槍
豹2型戰車
食人鱼V型装甲车
PULS多管火箭
155公厘ATMOS輪型自走砲

## 航空兵
1923年，丹麥皇家陸軍成立航空兵，直至 1950 年丹麥皇家空軍成立，陸軍航空兵部隊才被解散。 